# Gustav Adolfs torg, Malmö

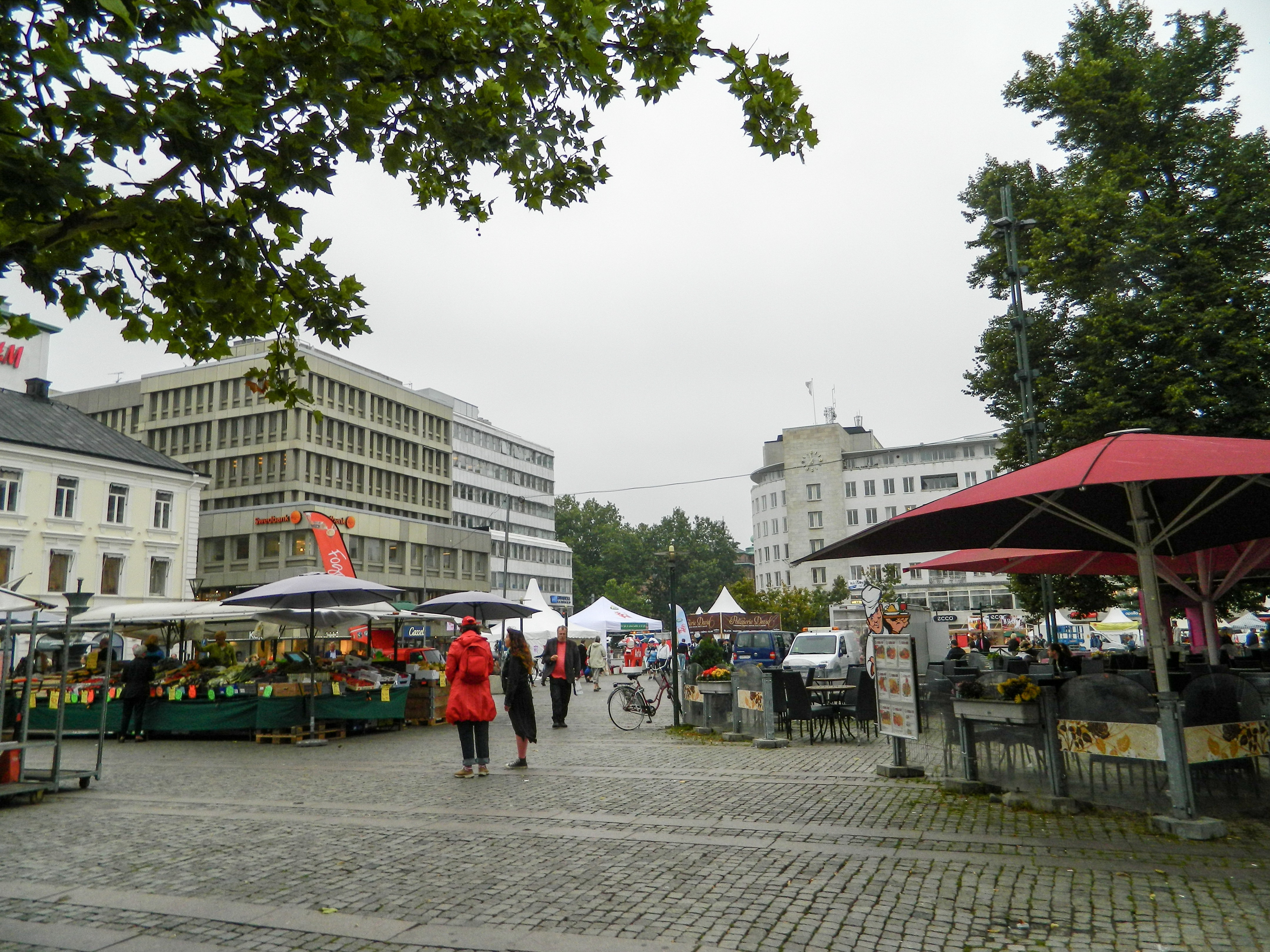
En vy över en del av Gustav Adolfs torg den 18 juni 2011.

Gustav Adolfs torg (i folkmun ofta "Gustav") är ett stort torg beläget i centrala Malmö. Det ligger mellan Stortorget och Triangeln. Väster om torget ligger Gamla begravningsplatsen där många prominenta Malmöbor har sina gravar. Torget är uppkallat efter Gustav IV Adolf som mellan den 11 november 1806 och den 11 maj 1807 residerade i Malmö. Staden fungerade under den perioden som Sveriges huvudstad.
Den år 1887 invigda hästspårvägen passerade torget. Vid elektrifieringen av denna åren 1906–07 flyttades spårvägstrafikens centrum i staden från Stortorget till Gustav Adolfs torg dit de flesta linjerna nådde. Den sista spårvägslinjen, linje 4, Gustav Adolfs torg - Limhamn/Sibbarp nedlades år 1973. Ännu i början av 1990-talet fanns vissa rester av spårvägsspåren kvar vid torget.
En av de mest kända byggnaderna är gamla Malmö Teater, av vilken endast fasaden finns bevarad. Det är en nyklassicistisk byggnad, vilken numera inrymmer bland annat H&M. Fram till 1972 låg det kända konditoriet Brauns conditori vid torget.

## Historia

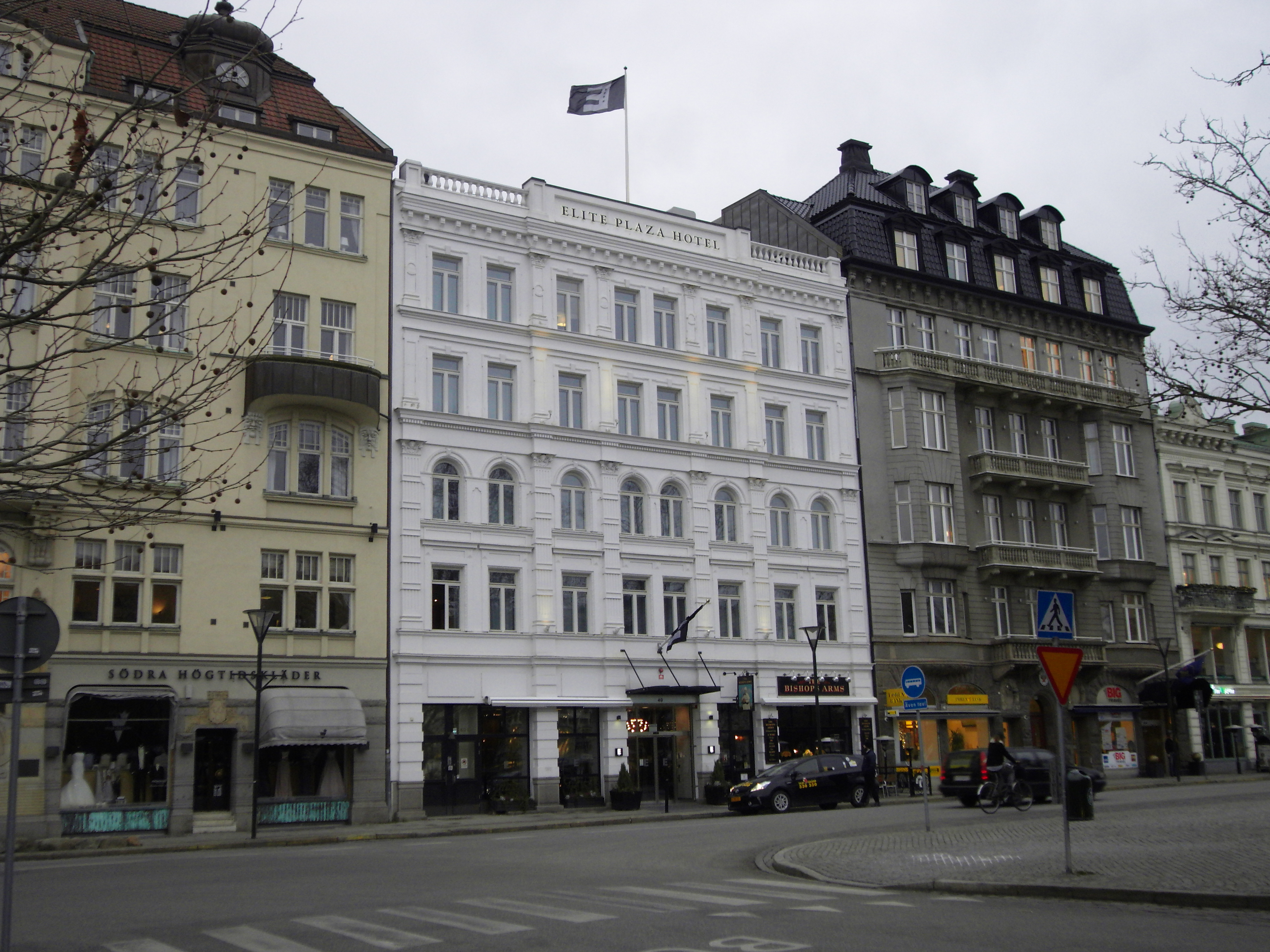
Elite Plaza Hotel, beläget vid torget.

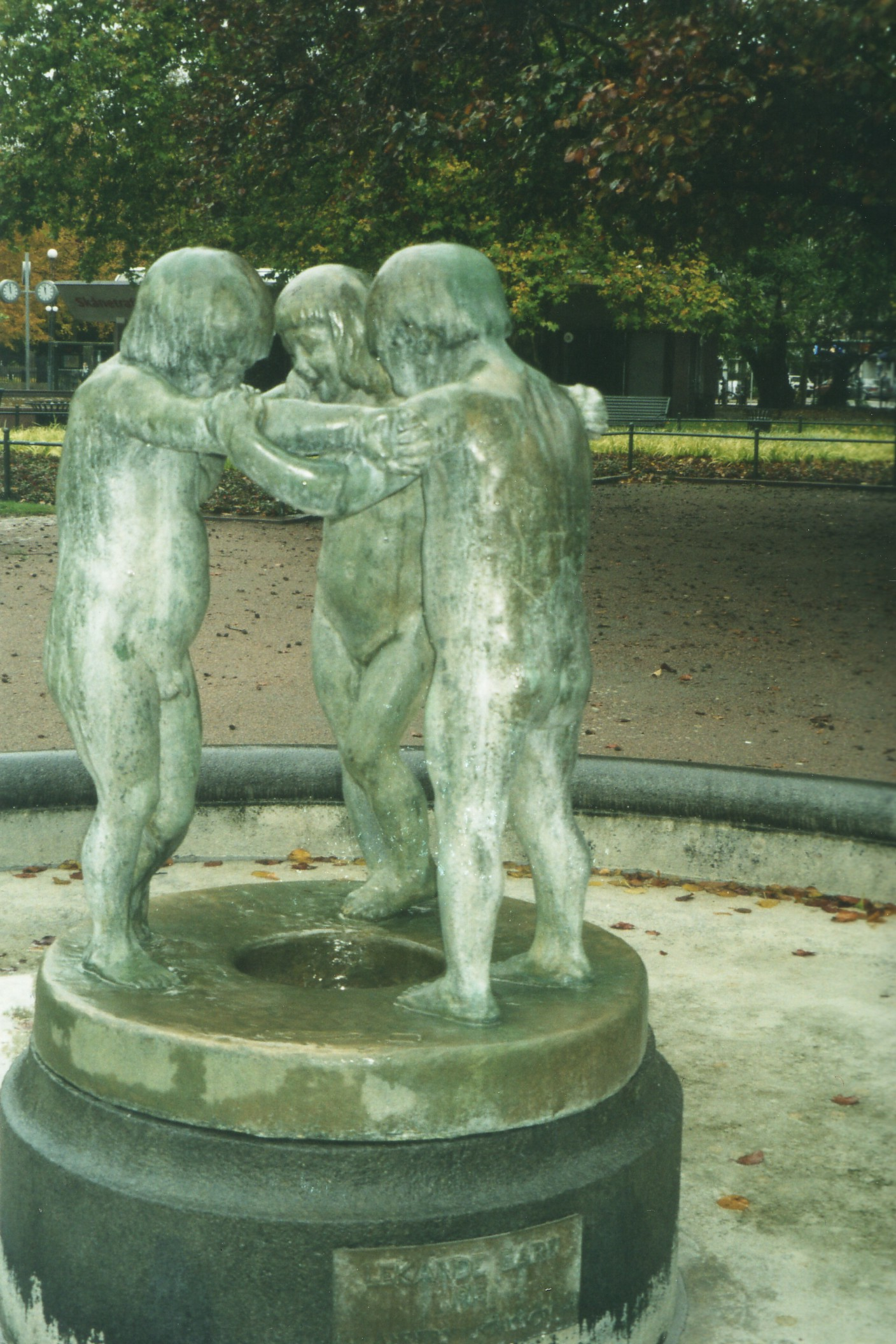
Lekande barn, skulptur av skulptören Anders Jönsson från 1913, och invigd 1915.

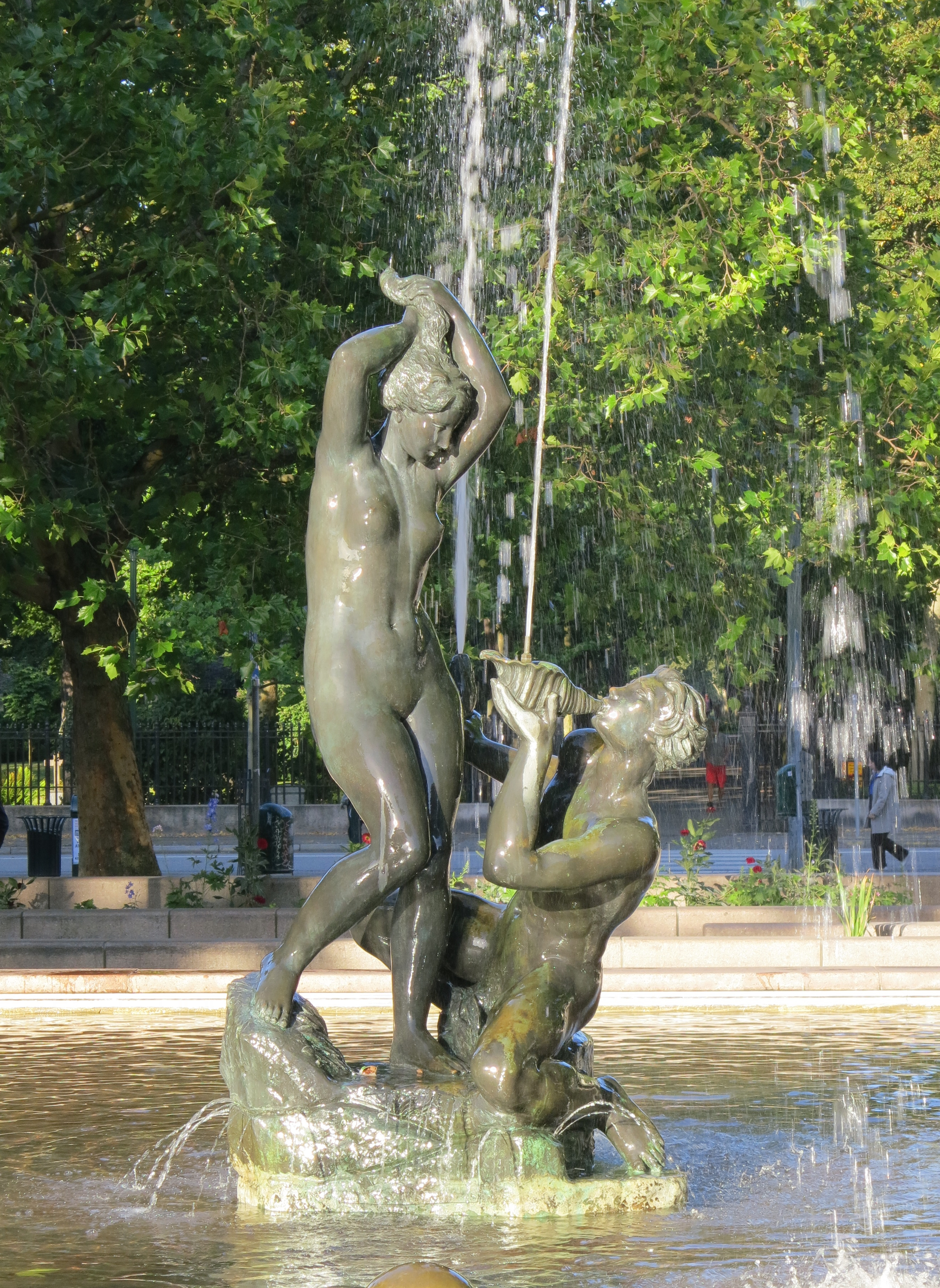
Öresund, fontän av skulptören Gerhard Henning från 1926, och invigd 1934. Fontänen består av brons och granit.

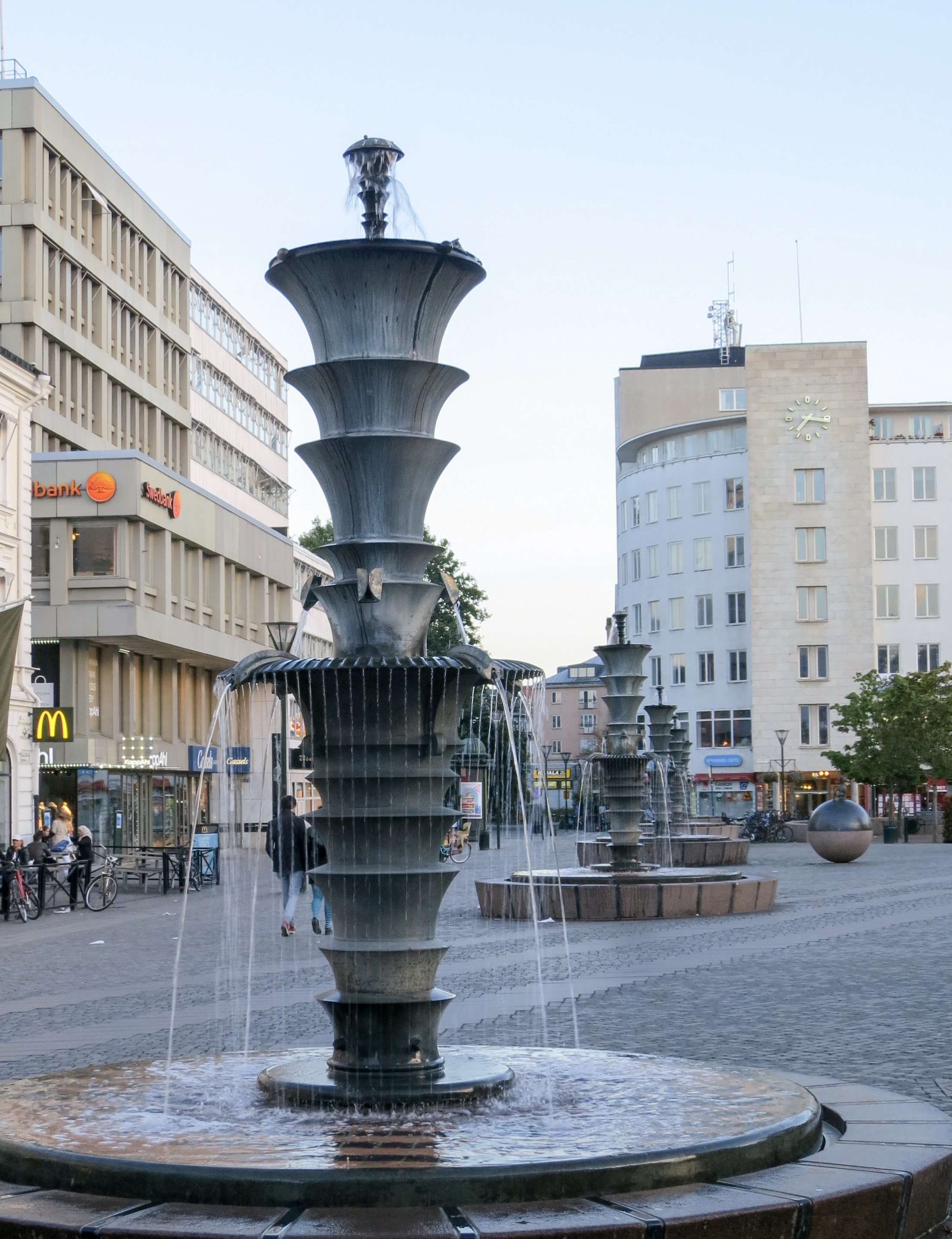
Fem fontäner och ett klot, fontän av konstnären Sivert Lindblom från 1999–2000. Fontänen består av brons, granit, och klinker.

Under gustavianernas tid fick Malmö en mer framträdande position än vad staden någonsin haft under tidigare svenska regenter. 
Det var främst tack vare Gustav IV Adolf, som engagerade sig för Malmös utveckling.
År 1804 beslöt Gustav IV Adolf, att befästningarna runt Malmö skulle rivas. Nils Mannerskantz, som var fortifikationsdirektör, gjorde upp en plan för rivningsprojektet. Mycket förändrades. Kanaler grävdes, våtmarker dikades ut och den medeltida skalan sprängdes. Man skapade rätvinkliga kvarter och trädkantade promenader samt två torg, Gustav Adolfs Torg och Drottningtorget. Tanken med Gustav Adolfs torg var, att skapa en central representativ plats för den nya stadsdel, som var tänkt att växa fram där försvarsvallarna togs bort.
På 1910-talet låg Gustav Adolfs torg öde på konstnärlig utsmyckning och Malmö förskönings- och planteringsförening fick en gåva av Malmöbon Eugen Wingård för att finna något lämpligt konstverk. Valet föll på konstnären Anders Jönssons skulptur Lekande barn, som kom på plats 1914. Den står idag mitt på torget och har genom åren visat sig vara ett av Malmöbornas mest älskade konstverk.
Fontänen med skulpturgruppen Lekande barn skapades av skulptören Anders Jönsson (1883–1965) 1913. Skulpturgruppen visades vid den Baltiska utställningen i Malmö 1914 och vid utställningen var den placerad utanför Konsthallen och låg ute vid pildammarna söder om centrala Malmö. Baltiska utställningen var en stor konstindustri- och hantverksutställning som hölls i Malmö under perioden 15 maj - 4 oktober 1914 med arkitekten Ferdinand Boberg som ansvarig för utställningens utformning. Konsthallen under utställningen var en stor vit byggnad, som låg en bit ifrån Margaretapaviljongen (eller kronprinsessan Margaretas paviljong), som då var den kungliga paviljongen och låg i Pildammsparken, som förr även kallades Baltiska parken. För svensk konstindustris del innebar Baltiska utställningen jugendstilens sista stora framträdande. Skulpturen köptes av färghandlaren Eugén Wingård för 11.000 kr. För att fira sitt 25-årsjubileum som handlare i Malmö, skänkte han statyn till staden tillsammans med pengar att bygga bassängen. Skulpturen invigdes vid Gustav Adolfs torg 1915. Denna lilla skulptur har blivit en av Malmöbornas mest älskade offentliga utsmyckningar. Som modell för flickan i fontänen var Bianca Wallin (1909–2006), då 5 år gammal, dotter till konstnären David Wallin (1876–1957).
Vid omläggning av torget efter spårvagnarnas försvinnande på 1960-talet togs gruppen Lekande barn bort, men återkom med ny placering då torget omskapades på 1990-talet. Den har genom åren haft flera namn som Trillingarna och Duschen.
Väster om torget ligger Gamla begravningsplatsen. Den ingick i Mannerskantz plan, eftersom stadens kyrkogårdar hade blivit alltför trånga. Torget behåller ännu sin funktion, trots att det har gjorts flera förändringar på torget sedan det anlades. I mitten av 1800-talet anordnades en plantering Rundning som karaktäriserades av kombinationen av torg och park. Från 1934 planterades träd på torget och fontänen Öresund (1926) i brons av den svensk-danske skulptören Gerhard Henning (1880–1967) uppställdes 1934 på torgets västra del. 
Den senaste förändringen skedde 1997 och utformades av Sven-Ingvar Andersson. Han placerade belysningsstolpar och murar av granit i låg position i cirklar. Det skapar torgets grundform i olika rum. Man skapade även en fin effekt genom att låta murarnas krön ligga på samma höjd över hela torget.
Södergatan och Södra Förstadsgatan binds samman över torgets stenlagda östra del. Där finns även fem fontäner och ett klot av Sivert Lindblom samt plats för torghandel. Det uppfördes även ett nytt busskontor och en restaurang som ritades av Ib Rasmussen.
Idag så finns många av Malmös äldsta och största byggnader runt torget. Vid norra delen ligger en vit husrad som kallas ”Rivieran” och ritades i fransk nyrenässans. I den södra delen av torget ligger en annan känd byggnad som kallas för ”Valhallapalatset” och byggdes i början av 1900-talet. Palatset ritades av Alfred Arwidius, en arkitekt som inspirerades av nordamerikansk arkitektur. 
En av Malmös främsta modernistiska byggnader är det så kallade ”Trygghuset”, ritat av Erik Lallerstedt 1938. Strax framför Trygghuset finns en plantering med unga träd. Platsen heter Kungalund och var en 50-årspresent till kung Carl XVI Gustaf.